# 浮固
浮固（うきがため）は柔道やブラジリアン柔術、総合格闘技等で用いられる寝技、固技の抑込技の一種。講道館や国際柔道連盟 (IJF) での正式名。IJF略号UGT。

## バリエーション

### エッキー固
エッキー固（エッキーがため） (Ecky-Gatame) はロサンゼルスオリンピック柔道60 kg級銅メダリストであるイギリスのニール・エカーズリーが発案したとされている浮固の基本形である。
右技で説明すると、取は受の右側に位置し、左腕と胸で受の右腕を抱えて挟み込む。左脚を伸ばすようにして受の首を跨ぎ、頭が受の下半身へ向くようにして、受の右腕を挟み込んだまま、上体で受の胴に覆いかぶさる。そこから、右腕を大きく回して、受の下半身を取りに行く。この時、相手の臀部を抱え込み、帯を掴む。右足で相手の左腕をロックし、抑え込みに入る。柔道では腕挫十字固をオプションにダブルアタック（王手飛車取り）の形となる。別名イングリッシュ・ホールドダウン (English Hold-Down) 。ブラジリアン柔術での別名S字マウント（えすじマウント）。

### ニーオンベリー

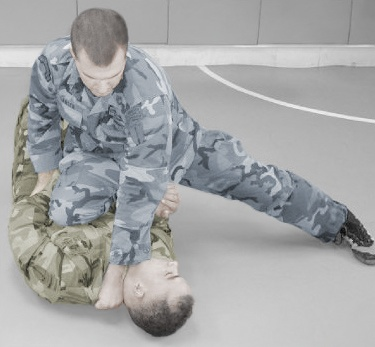
ニーオンベリーの実演

ニーオンベリーは第二次世界大戦頃までには柔道界にも存在した浮固。右技で説明すると、受の右側に立ちながら身を屈め、右手で受の左上袖を取り左手で受の右上袖を取って、右足は受の直ぐ右脇のそばに置き、両手右脚を用いて、受を起こさないようにする。
柔道家の川石酒造之助の第二次世界大戦後の書籍の浮固は右手で受の左襟を取り左手で受の右上袖を取って、右膝を受の胸、右脇腹に乗せ、ブラジリアン柔術でもニーオンベリーとしてポイントが得られる形になっている。
1929年、柔道家の小田常胤は、あまり価値のある技ではないが他の抑込や関節技（十字固）へ連絡する過程の技ととして必要であるとともに、自身と同等や上の者を抑えるのは困難である旨、述べている。
1905年（明治38年）の第一回一高対東京高商戦で関孝治（東京高商）が大浦寿清（一高）に対し試みるが決まらず。
ブラジリアン柔術ではポイントが与えられる。右技で説明すると右膝か右脛で相手の腹か脇腹か胸を抑え、左足は床につき、左膝を床についてはいけない。これを3秒間維持すると2ポイントが得られる。基本的な形では両手は片襟片袖。胃あたりに力を入れると良いとされる。別名ニー・オン・ザ・ベリー、ニー・イン・ベリー、ニー・オン・ストマック、膝固（ひざがため）。IJFの膝固とは異なる技である。

## 分類と名称
1985年制定講道館柔道の技名称固技では抑込技と認定していなかったが、1995年9月、千葉市での国際柔道連盟 (IJF) 総会のIJF技名称制定でエッキー固を浮固として認定。この際、講道館機関誌『柔道』は同時に認められた裏固については講道館柔道審判規定では抑込と認められないと明記したがエッキー固については認められるかどうか記載しなかった。しかし、1998年7月号でこの時を振り返りエッキー固についても講道館柔道審判規定では抑込技と認められなかったことを記載した。多様化する技術への対応のために講道館技研究部で技名称の再検討を行った結果、2017年に浮固を正式に認めることになった。